# Phil Griffiths
Philip W. Phil Griffiths (Guiana, 18 de março de 1949) é um ex-ciclista britânico. Representou o Reino Unido em dois eventos nos Jogos Olímpicos de 1976, em Montreal.